# 혈육 (2020년 영화)
《혈육》(KINDRED)은 영국에서 제작한 조 마캔토니오 감독의 2020년 미스터리 공포 드라마 영화이다. 마캔토니오의 장편 영화 연출 데뷔작이며 공동 각본도 맡았다. 터마라 로런스, 피오나 쇼, 잭 로던 등이 출연하였다. 2021년 몬트클레어 영화제에서 드라이브인 상연으로 초연되었다.

## 줄거리
임신한 샬럿은 남자친구 벤과 오스트레일리아 이주를 계획하나 함께 벤의 부모님 댁을 방문했을 때 벤이 사고로 사망하고 만다. 샬럿은 그대로 저택에 머물면서 벤의 어머니 마거릿, 마거릿의 의붓아들 토머스의 보살핌을 받는다. 그러나 이후 샬럿은 환각, 졸도, 악몽에 시달린 끝에 감금 당하는데...

## 출연
- 터마라 로런스 - 샬럿 와일드 역
- 에드워드 홀크로프트 - 벤, 샬럿의 남자친구 역
- 피오나 쇼 - 마거릿, 벤의 어머니 역
- 잭 로던 - 토머스, 벤의 아버지가 사망한 뒤 마거릿이 재혼한 상대 소생의 의붓아들 역
- 클로이 피리 - 제인 역
- 앤턴 레서 - 의사 리처즈 역
- 마이클 나도니 - 조지 역